# Canet Roussillon Football Club
Il Canet Roussillon Football Club, conosciuta anche semplicemente come Canet Roussillon, è una società di calcio francese, con sede a Canet-en-Roussillon.

## Storia
La squadra venne fondata nel 1934 a Perpignano come Club Olympique Perpignanais, per divenire Stade Olympique Perpignanais nel 1949. Nel 1952 divenne Perpignan Football Club.

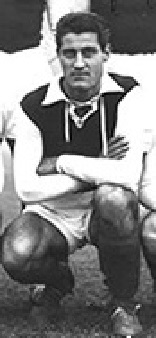
Pierre Sinibaldi, alla guida del club dal 1956 al 1959.

Nella stagione 1952-1953 la squadra esordì nella serie cadetta francese militandovi sino alla Division 2 1958-1959. Miglior piazzamento in quel periodo fu l'ottavo posto nella stagione 1953-1954.
Torna a giocare in cadetteria nella stagione 1991-1992, retrocedendo però già l'anno seguente.
Il Perpignan tornò in cadetteria già nella stagione 1994-1995.
Al termine della stagione 1996-1997, la squadra, che aveva iniziato il campionato con l'obiettivo di raggiungere la massima serie transalpina con l'ingaggio di importanti giocatori come Pascal Despeyroux, Philippe Chanlot e David Marraud, viene retrocessa d'ufficio in Division d'Honneur per le irregolarità nei bilanci societari.
Retrocesso nelle serie inferiori, il club assunse il nome di Sporting Perpignan Roussillon e nel biennio 2001-2002 quello di Perpignan Football Catalan.
A causa dei problemi economici che attanagliavano il club, venne presa la decisione di fondersi con il vicino Canet, divenendo così il Perpignan Canet Football Club.
Nel 2014 l'amministrazione di Perpignano, stanca degli oneri che il club comportava alla città, scioglie ogni legame e supporto alla squadra che così si sposta nella vicina Canet-en-Roussillon, già sede del Canet, divenendo il  Canet Roussillon Football Club.
Il 7 marzo 2021 la squadra riesce sorprendentemente a superare per 2-1 il ben più quotato Olympique Marsiglia, militante in Ligue 1, nei sedicesimi della Coppa di Francia 2020-2021. Il percorso in coppa dei gialloblu terminò ai quarti contro il Montpellier.

## Strutture

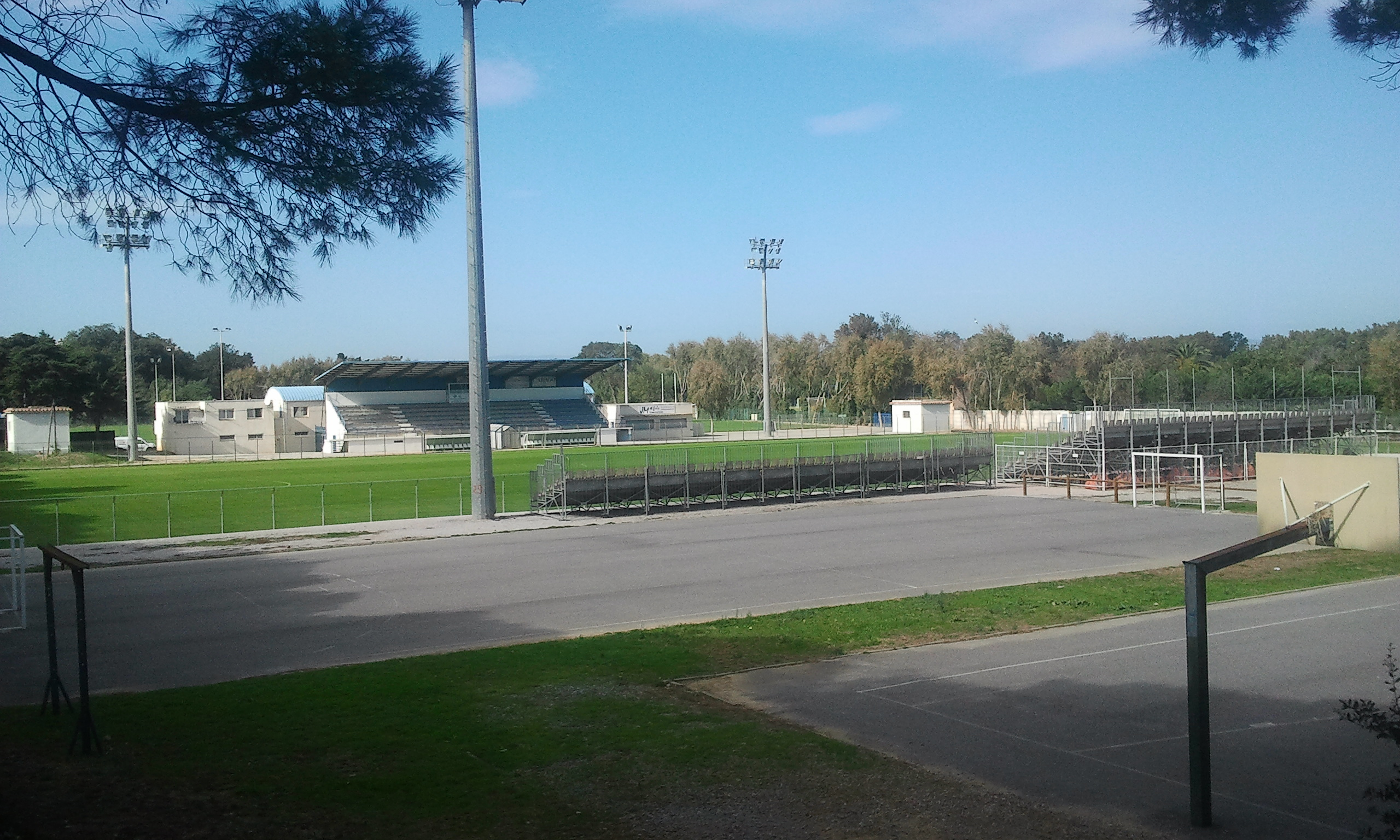
Lo stadio Saint-Michel.

Quando la squadra aveva sede a Perpignano giocava allo stadio Jean-Laffon, mentre dal suo trasferimento disputa le sue partite interne allo stadio Saint-Michel di Canet-en-Roussillon.

## Palmarès

### Competizioni nazionali
- Championnat National 3: 1

2019-2020 (girone H)